# Isola Peak
Isola Peak är en bergstopp i Kanada.   Den ligger i provinsen Alberta, i den södra delen av landet, 2 900 km väster om huvudstaden Ottawa. Toppen på Isola Peak är 2 477 meter över havet, eller 352 meter över den omgivande terrängen. Bredden vid basen är 2,6 km.
Terrängen runt Isola Peak är huvudsakligen kuperad.Trakten runt Isola Peak är nära nog obefolkad, med mindre än två invånare per kvadratkilometer.. Det finns inga samhällen i närheten.
I omgivningarna runt Isola Peak växer i huvudsak barrskog.